# Akabane-Linie
| Triebzug der Baureihe 103 zwischen Akabane und Jūjō (1979) |                   |                         |                         |
| Streckenlänge: | 5,5 km            |                         |                         |
| Spurweite: | 1067 mm (Kapspur) |                         |                         |
| Stromsystem: | 1500 V =          |                         |                         |
| Streckengeschwindigkeit: | 95 km/h           |                         |                         |
| Zweigleisigkeit: | ganze Strecke     |                         |                         |
| |                   |                         |                         |
| Gesellschaft: | JR East           |                         |                         |
| \| \| \| → Seibu Ikebukuro-Linie \| \| \| \| 0,0 \| Ikebukuro (池袋) \| Ikebukuro (池袋) \| \| \| \| Stadtautobahn Tokio 5 \| \| \| \| \| ← Yamanote-Linie \| \| \| \| \| Hauptbetriebswerk Tokio \| \| \| \| \| Kita-Ikebukuro (北池袋) \| \| \| \| \| → Tōbu Tōjō-Hauptlinie \| \| \| \| 1,8 \| Itabashi (板橋) \| Itabashi (板橋) \| \| \| \| Stadtautobahn Tokio C1 \| \| \| \| \| Shakuji-gawa \| \| \| \| 3,5 \| Jūjō (十条) \| Jūjō (十条) \| \| \| \| ← Keihin-Tōhoku-Linie \| \| \| \| \| ←Tōhoku-Shinkansen \| \| \| \| 5,5 \| Akabane (赤羽) \| Akabane (赤羽) \| \| \| \| ← Tōhoku-Hauptlinie \| \| |                   |                         |                         |
| Strecke von links · Kreuzung geradeaus unten · Kreuzung geradeaus unten · Strecke quer |                   | → Seibu Ikebukuro-Linie | → Seibu Ikebukuro-Linie |
| | 0,0               | Ikebukuro (池袋)        | Ikebukuro (池袋)        |
| |                   | Stadtautobahn Tokio 5   |                         |
| Strecke nach rechts · Strecke · Strecke |                   | ← Yamanote-Linie        | ← Yamanote-Linie        |
| Blockstelle · Strecke |                   | Hauptbetriebswerk Tokio | Hauptbetriebswerk Tokio |
| Strecke · Haltepunkt / Haltestelle |                   | Kita-Ikebukuro (北池袋) | Kita-Ikebukuro (北池袋) |
| Strecke · Strecke nach links |                   | → Tōbu Tōjō-Hauptlinie  | → Tōbu Tōjō-Hauptlinie  |
| Bahnhof | 1,8               | Itabashi (板橋)         | Itabashi (板橋)         |
| |                   | Stadtautobahn Tokio C1  |                         |
| Brücke über Wasserlauf |                   | Shakuji-gawa            | Shakuji-gawa            |
| Haltepunkt / Haltestelle | 3,5               | Jūjō (十条)             | Jūjō (十条)             |
| Strecke von rechts · Strecke |                   | ← Keihin-Tōhoku-Linie   | ← Keihin-Tōhoku-Linie   |
| Kreuzung geradeaus unten · Kreuzung geradeaus unten · Strecke von rechts |                   | ←Tōhoku-Shinkansen      | ←Tōhoku-Shinkansen      |
| Strecke | 5,5               | Akabane (赤羽)          | Akabane (赤羽)          |
| Strecke nach rechts · Strecke · Strecke |                   | ← Tōhoku-Hauptlinie     | ← Tōhoku-Hauptlinie     |

Die Akabane-Linie (jap. 赤羽線, Akabane-sen) ist eine Eisenbahnstrecke auf der japanischen Insel Honshū, die von der Bahngesellschaft JR East betrieben wird. Innerhalb der Hauptstadt Tokio verbindet sie den Bahnhof Ikebukuro im Bezirk Toshima mit dem Bahnhof Akabane im Bezirk Kita. Die Strecke wurde 1885 eröffnet und war zunächst eine Zweigstrecke der Yamanote-Linie, ab 1972 war sie betrieblich eigenständig und trug den Namen Akabene-Linie. 1985 ging der gesamte Personenverkehr an die neu eingerichtete Saikyō-Linie über. Der offizielle Name für diesen Abschnitt lautet zwar weiterhin Akabane-Linie, doch dieser ist aus der Wahrnehmung der Öffentlichkeit weitestgehend verschwunden.

## Beschreibung
Die 5,5 km lange Strecke ist mit 1500 V Gleichspannung elektrifiziert und vollständig zweigleisig ausgebaut. Betrieblich ist sie vollständig in die Saikyō-Linie integriert. Südlicher Ausgangspunkt der Akabane-Linie ist der Bahnhof Ikebukuro. Sie quert zunächst die Yamanote-Linie und verläuft anschließend parallel zur Trasse der Seibu Ikebukuro-Linie, bis zum Kita-Ikebukuro (wobei die Züge der Saikyō-Linie dort über keinen eigenen Bahnsteig verfügen). Kurz zuvor wird eine Abstellanlage passiert. Etwa einen halben Kilometer nördlich von Kita-Ikebukuro wird der Bahnhof Itabashi erreicht. Er war früher der einzige Personenbahnhof von JR East in den 23 Bezirken von Tokio, der auch Güter umschlug, und verfügte über einen großen Rangierbahnhof mit einer Zementfabrik an der Ostseite. Die Strecke durchquert den Campus der Kaisei-Universität, führt durch den Bahnhof Jūjō. Mittels eines tiefen Einschnitts erreicht die Akabane-Linie den nördlichen Endpunkt, den namensgebenden Bahnhof Akabane.

## Geschichte
Die Nippon Tetsudō, Japans erste private Bahngesellschaft, eröffnete am 1. März 1885 eine Verbindungsstrecke zwischen Shinagawa an der Tōkaidō-Hauptlinie und Akabane an der Tōhoku-Hauptlinie. Der Hauptzweck der Strecke war die Anbindung an die Staatsbahnlinie im Süden der Stadt und die Sicherung eines Transportweges für Güter vom und zum Hafen von Yokohama. Obwohl die Yamanote-Linie und die Akabane-Linie (bzw. die Saikyō-Linie) heute zu den wichtigsten Nahverkehrsstrecken Tokios gehören, waren sie somit einst hauptsächlich für den Schienengüterverkehr gebaut worden. Der Personenverkehr beschränkte sich anfangs auf drei tägliche Zugpaare von Shimbashi über Shinagawa und Shinjuku nach Akabane, mit einer Fahrtzeit von 75 Minuten.
Am 10. Mai 1902 nahm die Nippon Tetsudō eine Signalstelle im heutigen Ikebukuro in Betrieb, die mit der Eröffnung der Zweigstrecke in Richtung Tabata am 1. April 1903 zum Bahnhof ausgebaut wurde. Nachdem die Nippon Tetsudō am 1. November 1906 verstaatlicht worden war, führte das Eisenbahnamt am 12. Oktober 1909 für die Strecken Akabane–Ikebukuro–Shinagawa und Ikebukuro–Tabata die offizielle Bezeichnung Yamanote-Linie ein. Am 16. Dezember 1909 erfolgte die Umstellung auf den elektrischen Betrieb. Nach der Vervollständigung des Innenstadtrings im Jahr 1925 bildete der Abschnitt Ikebukuro–Akabane eine Zweigstrecke desselben.
Ab den 1960er Jahren stieg die Überlastung der Strecke markant an, besonders während der Hauptverkehrszeit. Am 15. Juli 1972 trennte die Japanische Staatsbahn den Abschnitt Ikebukuro–Akabane von der Yamanote-Linie und benannte ihn offiziell in Akabane-Linie um (dieser Name war umgangssprachlich bereits weit verbreitet gewesen). Aus der Zusammenlegung der Akabane-Linie, des neu errichteten Streckenabschnitts Akabane-Ōmiya (parallel zur Tōhoku-Shinkansen verlaufend) und der neu elektrifizierten Kawagoe-Linie schuf die Staatsbahn die neue Saikyō-Linie, die am 30. September 1985 ihren Betrieb aufnahm. Sie führte zunächst bis Ikebukuro und wurde 1986 nach Shinjuku verlängert, in der Folge verschwand die Bezeichnung Akabane-Linie fast vollständig.

## Liste der Bahnhöfe
| Name | Name             | km  | Lage   | Ort            |
| ---- | ---------------- | --- | ------ | -------------- |
| JA12 | Ikebukuro (池袋) | 0,0 | Koord. | Toshima, Tokio |
| JA13 | Itabashi (板橋)  | 1,8 | Koord. | Kita, Tokio    |
| JA14 | Jūjō (十条)      | 3,5 | Koord. | Kita, Tokio    |
| JA15 | Akabane (赤羽)   | 5,5 | Koord. | Kita, Tokio    |